# Perizoma bogotata
Perizoma bogotata är en fjärilsart som beskrevs av Walker 1862. Perizoma bogotata ingår i släktet Perizoma och familjen mätare. Inga underarter finns listade i Catalogue of Life.